# Red Cell
Die Red Cell Werbeagentur GmbH mit Sitz in Düsseldorf ist eine internationale Werbeagentur und Tochterunternehmen der WPP Group (London).
Die Agenturgruppe entstand 2001 als Zusammenschluss der Agenturen Batey Advertising, Cole & Weber, Conquest and Perspectives.
Der Name Red Cell ist der englische Ausdruck für rote Blutkörperchen (Erythrozyt), die symbolisch für „frische Ideen“ stehen.
Der deutsche Hauptsitz wurde 1972 als Hildmann, Simon, Rempen & Schmitz gegründet, 1991 übernahm WPP die Mehrheitsanteile und der Name wurde in HSR&S Conquest geändert.
Zu den Kunden zählen unter anderem Allianz Global Investors, Aperol,  Cinzano Vermouth, Dodge, Hellweg (Baumarkt), Initiative Erdgas pro Umwelt, Iveco, K+S, Penthouse, Privatbrauerei Frankenheim, SEWAG oder Wonderbra.
2003 erzielte das Unternehmen einen Umsatz von netto 67 Millionen Pfund Sterling, was zum damaligen Wechselkurs etwas über 100 Millionen Euro entsprach.